# Pietro Deljan
Pietro Deljan (in bulgaro Петър Делян?; in greco Πέτρος Δελεάνος; ... – Costantinopoli, 1041) fu un nobile bulgaro che si autoproclamò zar di Bulgaria nel 1040 a Belgrado e mantenne la carica fino al 1041.
Possibile figlio dello zar Gavril Radomir e di una principessa ungherese, capeggiò una rivolta anti-bizantina che si estese in varie aree della penisola balcanica. Dopo aver esautorato Ticomiro, un altro slavo che aveva condotto un'insurrezione a Durazzo, entrò in contrasto con Alusiano, un suo parente che si propose di capeggiare la rivolta al posto di Pietro. Alusiano, il quale si rivelò poi a giudizio degli storici una spia bizantina inviata per frammentare la sommossa, fece accecare Pietro dopo una serie di sconfitte militari e lo fece condurre prigioniero a Costantinopoli, dove morì nel 1041.

## Biografia

### Origini
Pietro Deljan (forse più propriamente Odeljan) era un nobile attivo nella regione di Belgrado le cui origini risultano incerte. Le fonti bizantine dell'epoca forniscono versioni divergenti su chi fosse, benché tendano a considerarlo il figlio dello zar di Bulgaria Gavril Radomir (a tale opinione ha aderito ad esempio Vasil Zlatarski), rimasto al potere dal 1015 al 1018, e di una principessa ungherese. Altri affermano che si trattasse del figlio di Aronne (e se fosse questo il caso, Deljan avrebbe dovuto essere un uomo piuttosto anziano), il quale era uno degli zii di Gavril Radomir, oppure ancora un uomo di bassa estrazione sociale. In molti hanno ritenuto verosimile il suo legame di parentela con Gavril Radomir, mentre altri hanno seguito soprattutto la ricostruzione compiuta dal sovietico G.G. Litavrin, rimanendo più scettici. Non si può escludere che questa disparità dei resoconti ad opera degli autori bizantini fosse consapevolmente legata al tentativo di screditare l'autorità di Deljan e di chi aveva arruolato alla sua lotta.

### Prime fasi della rivolta e rapporto con Ticomiro

Le terre controllate dai ribelli durante la rivolta di Pietro Deljan

L'insoddisfazione latente per le politiche oppressive messe in atto dall'impero bizantino divenne sempre più palpabile nel 1040, anno in cui, rivendicando i diritti al trono e favorito dal tempestoso clima geopolitico locale, Pietro Deljan si fece incoronare sovrano della Bulgaria come Pietro II nel 1040 a Belgrado, proprio in concomitanza dei primi tafferugli verificatisi nel nord, in zone più lontane dal controllo bizantino. Poiché lo studioso moderno Florin Curta ha considerato Pietro un nobile attivo nella regione di Belgrado, egli ha sostenuto che le operazioni di incoronazione dovettero risultare abbastanza agevoli; al contrario, John Fine ha lasciato intendere che la città fu probabilmente prima espugnata dai rivoltosi. Per rivendicare le sue pretese, lo storico bizantino Giovanni Scilitze afferma che Pietro Deljan si spinse verso meridione e, sostenuto da un gran numero di persone della popolazione locale, si impossessò di Niš e di Skopje.
L'imperatore bizantino chiese al governatore di Durazzo di inviare truppe per sedare i tumulti, ma sebbene avesse marciato contro i bulgari egli fu arrestato per tradimento e rimpiazzato da uno dei suoi subordinati, il quale però si inimicò diversi soldati di origine bulgara. I dissidi interni fagocitarono il caos e consentirono a un comandante slavo di Durazzo, un certo Ticomiro, di porsi a capo di questa sommossa. Deljan ritenne opportuno coordinare i due moti di ribellione, forse perché aspirava a comandare anche le forze di Ticomiro. Nonostante l'iniziale riavvicinamento, presto si verificarono delle incomprensioni e si decise di organizzare un'assemblea a Skopje per chiarire quale strategia seguire. L'incontro, però, ebbe degli esiti infausti e Ticomiro fu lapidato in quelle circostanze. Una fonte coeva sostiene che l'omicidio fosse stato consapevolmente pianificato da Pietro Deljan, consentendogli così di dichiararsi nuovamente imperatore nella città.
Dopo gli avvenimenti di Skopje, Pietro Deljan assunse il controllo dell'intero movimento e si impadronì poi di Durazzo, malgrado non sia nota se la sottrasse ai bizantini o se la avesse già prima presa a Ticomiro. Si può ipotizzare che, dopo l'uccisione di quest'ultimo, i suoi seguaci fossero a dir poco scontenti della gestione di Deljan. Nonostante ciò egli si era spinto più a sud con successo, raggiungendo il lago Prespa e occupando parte della Grecia settentrionale (dove si trovavano non solo greci, ma anche slavi [etichettati come bulgari] e valacchi). Nel tema di Nicopoli, in Epiro, era già in corso una rivolta indirizzata contro un esattore imperiale corrotto. Benché questi ribelli si fossero uniti a Deljan, secondo Giovanni Scilitze ciò avvenne soltanto perché essi erano insoddisfatti, per le eccessive tasse imperiali. I combattenti fedeli a Deljan causarono perlopiù scompiglio in Epiro e in Tessaglia, imponendosi verosimilmente per breve tempo in alcune parti.
Pur essendo gravemente ammalato, Michele IV si convinse a stroncare la minaccia rappresentata da Deljan guidando di persona contro di lui l'esercito. Messisi in marcia verso Tessalonica, i bulgari furono battuti in alcune battaglie minori combattute nei pressi di Serdica, ma ebbero modo di vendicarsi poco dopo sulle truppe imperiali. I vincitori inseguirono l'imperatore in fuga verso Costantinopoli, tesero un'imboscata e, alla fine, si impossessarono con successo di una parte del suo tesoro, perlopiù composto da beni in oro e in argento. È molto probabile che in quel frangente Deljan avesse nominato un proprio uomo a Demetriade, in Tessaglia, prima che il governatore di Tessalonica riuscisse a farlo prigioniero e a destituirlo.

### Alusiano

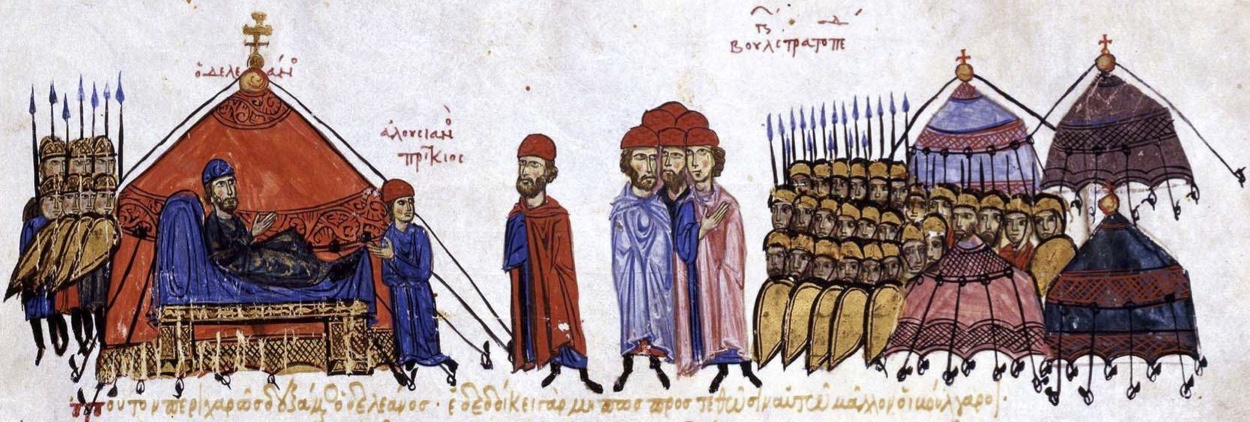
Alusiano (al centro) si presenta dinanzi all'accampamento dei bulgari e a Pietro Deljan. Miniatura tratta dallo Scilitze di Madrid

In tale turbolento contesto, un uomo chiamato nelle fonti bizantine Alusiano giunse in Bulgaria. Si trattava del nipote di Aronne di Bulgaria e del figlio dello zar Giovanni Ladislao, che aveva regnato per breve tempo nella Macedonia occidentale dal 1015 al 1018 dopo aver ucciso il cugino Gavril Radomir. Alusiano aveva vissuto per una decina d'anni in territorio bizantino e aveva anche ricoperto posizioni di spicco, essendo stato infatti in passato nominato governatore di Teodosiopoli, in Asia Minore. Presumibilmente i romei, conoscendo i rapporti tra i due rami della famiglia reale bulgaro-macedone, lo inviarono nella regione con la speranza di provocare una spaccatura tra i principali fomentatori. Sfruttando il suo ascendente e la sua personalità carismatica, attirò attorno a sé una rete di fedeli seguaci, tra cui anche dei vecchi sostenitori di Ticomiro, convinti che e fosse più opportuno nominare lui al comando delle sommosse. Nonostante alcuni tentativi di conciliare le proprie posizioni, presto i rapporti tra Alusiano e Deljan si deteriorarono ed entrambi cominciarono a guardarsi con sospetto, specialmente Pietro, il quale aveva capito che l'altro voleva sfidare la sua autorità. Malgrado le diffidenze reciproche, delle truppe bulgare guidate da Alusiano partirono alla volta di Tessalonica, ma gli assedianti caddero vittima di un'imboscata alle porte della città e la sortita si concluse con un disastro. Alusiano accusò Deljan delle gravi perdite subite dall'esercito, le quali avevano tra l'altro ridotto il numero di guerrieri su cui si poteva contare. In Pietro Deljan si instillarono dunque quasi definitivamente il dubbio di un tradimento e il timore che si potesse trattare di una spia bizantina la quale avesse di proposito perduto la battaglia per indebolire il vigore della ribellione. Più tardi, Alusiano invitò Deljan a un banchetto e ordinò ai suoi uomini di farlo accecare. Ciò rese decisamente marginale il ruolo di Pietro e Alusiano finì di fatto per assumere il controllo dell'intero movimento. Gli insorti si impegnarono dunque contro i romei in uno scontro dalle grandi proporzioni, la battaglia di Ostrovo, uscendone però battuti; il sostegno cominciò così a sfaldarsi e si dissolse poi gradualmente del tutto.

### Morte
Mentre le sommosse perdevano la propria efficacia, Pietro Deljan veniva probabilmente condotto da prigioniero a Costantinopoli, dove morì. Secondo una dubbia tradizione riferita dalle saghe norrene, l'insurrezione si placò quando Pietro Deljan fu catturato dal futuro re norvegese e fondatore di Oslo, Harald Hardråda, che all'epoca stava combattendo a capo delle guardie variaghe. Nel frattempo, Alusiano si convinse a intraprendere delle trattative con Michele IV, con il quale negoziò un'amnistia. Dopo che l'imperatore accettò, Alusiano disertò pubblicamente a Costantinopoli, dove fu accolto con tutti gli onori. Privi di una propria guida, gli slavi cessarono di rappresentare una concreta minaccia e furono sedati nel 1041.

## Ascendenza e discendenza
Di seguito il potenziale albero genealogico di Pietro Deljan.
|                   |                   |                   |                   |                   |                   |  |  |           |           |           |           |           |           | Nicola | Nicola | Nicola                 | Nicola                 | Nicola                 | Nicola                 |                        |                        |  |  |                        |                        | Ripsimia d'Armenia     | Ripsimia d'Armenia     | Ripsimia d'Armenia     | Ripsimia d'Armenia     | Ripsimia d'Armenia | Ripsimia d'Armenia |                  |                  |                  |                  |                  |                  |                     |                     |                     |                     |                     |                     |                |                |                |                |                |                |                |                |                |                |                |                |                                  |                                  |                                  |                                  |                                  |                                  |
|                   |                   |                   |                   |                   |                   |  |  |           |           |           |           |           |           | Nicola | Nicola | Nicola                 | Nicola                 | Nicola                 | Nicola                 |                        |                        |  |  |                        |                        | Ripsimia d'Armenia     | Ripsimia d'Armenia     | Ripsimia d'Armenia     | Ripsimia d'Armenia     | Ripsimia d'Armenia | Ripsimia d'Armenia |                  |                  |                  |                  |                  |                  |                     |                     |                     |                     |                     |                     |                |                |                |                |                |                |                |                |                |                |                |                |                                  |                                  |                                  |                                  |                                  |                                  |
|                   |                   |                   |                   |                   |                   |  |  |           |           |           |           |           |           |        |        |                        |                        |                        |                        |                        |                        |  |  |                        |                        |                        |                        |                        |                        |                    |                    |                  |                  |                  |                  |                  |                  |                     |                     |                     |                     |                     |                     |                |                |                |                |                |                |                |                |                |                |                |                |                                  |                                  |                                  |                                  |                                  |                                  |
|                   |                   |                   |                   |                   |                   |  |  |           |           |           |           |           |           |        |        |                        |                        |                        |                        |                        |                        |  |  |                        |                        |                        |                        |                        |                        |                    |                    |                  |                  |                  |                  |                  |                  |                     |                     |                     |                     |                     |                     |                |                |                |                |                |                |                |                |                |                |                |                |                                  |                                  |                                  |                                  |                                  |                                  |
| Aronne            | Aronne            | Aronne            | Aronne            | Aronne            | Aronne            |  |  | Mosé      | Mosé      | Mosé      | Mosé      | Mosé      | Mosé      |        |        | Davide                 | Davide                 | Davide                 | Davide                 | Davide                 | Davide                 |  |  | Samuele                | Samuele                | Samuele                | Samuele                | Samuele                | Samuele                |                    |                    |                  |                  |                  |                  | Agata            | Agata            | Agata               | Agata               | Agata               | Agata               |                     |                     |                |                |                |                |                |                |                |                |                |                |                |                |                                  |                                  |                                  |                                  |                                  |                                  |
| Aronne            | Aronne            | Aronne            | Aronne            | Aronne            | Aronne            |  |  | Mosé      | Mosé      | Mosé      | Mosé      | Mosé      | Mosé      |        |        | Davide                 | Davide                 | Davide                 | Davide                 | Davide                 | Davide                 |  |  | Samuele                | Samuele                | Samuele                | Samuele                | Samuele                | Samuele                |                    |                    |                  |                  |                  |                  | Agata            | Agata            | Agata               | Agata               | Agata               | Agata               |                     |                     |                |                |                |                |                |                |                |                |                |                |                |                |                                  |                                  |                                  |                                  |                                  |                                  |
|                   |                   |                   |                   |                   |                   |  |  |           |           |           |           |           |           |        |        |                        |                        |                        |                        |                        |                        |  |  |                        |                        |                        |                        |                        |                        |                    |                    |                  |                  |                  |                  |                  |                  |                     |                     |                     |                     |                     |                     |                |                |                |                |                |                |                |                |                |                |                |                |                                  |                                  |                                  |                                  |                                  |                                  |
|                   |                   |                   |                   |                   |                   |  |  |           |           |           |           |           |           |        |        |                        |                        |                        |                        |                        |                        |  |  |                        |                        |                        |                        |                        |                        |                    |                    |                  |                  |                  |                  |                  |                  |                     |                     |                     |                     |                     |                     |                |                |                |                |                |                |                |                |                |                |                |                |                                  |                                  |                                  |                                  |                                  |                                  |
| Giovanni Ladislao | Giovanni Ladislao | Giovanni Ladislao | Giovanni Ladislao | Giovanni Ladislao | Giovanni Ladislao |  |  | Miroslava | Miroslava | Miroslava | Miroslava | Miroslava | Miroslava |        |        | Figlia dal nome ignoto | Figlia dal nome ignoto | Figlia dal nome ignoto | Figlia dal nome ignoto | Figlia dal nome ignoto | Figlia dal nome ignoto |  |  | Figlia dal nome ignoto | Figlia dal nome ignoto | Figlia dal nome ignoto | Figlia dal nome ignoto | Figlia dal nome ignoto | Figlia dal nome ignoto |                    |                    | Irene di Larissa | Irene di Larissa | Irene di Larissa | Irene di Larissa | Irene di Larissa | Irene di Larissa |                     |                     |                     |                     |                     |                     | Gavril Radomir | Gavril Radomir | Gavril Radomir | Gavril Radomir | Gavril Radomir | Gavril Radomir |                |                |                |                |                |                | una figlia di re Géza d'Ungheria | una figlia di re Géza d'Ungheria | una figlia di re Géza d'Ungheria | una figlia di re Géza d'Ungheria | una figlia di re Géza d'Ungheria | una figlia di re Géza d'Ungheria |
| Giovanni Ladislao | Giovanni Ladislao | Giovanni Ladislao | Giovanni Ladislao | Giovanni Ladislao | Giovanni Ladislao |  |  | Miroslava | Miroslava | Miroslava | Miroslava | Miroslava | Miroslava |        |        | Figlia dal nome ignoto | Figlia dal nome ignoto | Figlia dal nome ignoto | Figlia dal nome ignoto | Figlia dal nome ignoto | Figlia dal nome ignoto |  |  | Figlia dal nome ignoto | Figlia dal nome ignoto | Figlia dal nome ignoto | Figlia dal nome ignoto | Figlia dal nome ignoto | Figlia dal nome ignoto |                    |                    | Irene di Larissa | Irene di Larissa | Irene di Larissa | Irene di Larissa | Irene di Larissa | Irene di Larissa |                     |                     |                     |                     |                     |                     | Gavril Radomir | Gavril Radomir | Gavril Radomir | Gavril Radomir | Gavril Radomir | Gavril Radomir |                |                |                |                |                |                | una figlia di re Géza d'Ungheria | una figlia di re Géza d'Ungheria | una figlia di re Géza d'Ungheria | una figlia di re Géza d'Ungheria | una figlia di re Géza d'Ungheria | una figlia di re Géza d'Ungheria |
|                   |                   |                   |                   |                   |                   |  |  |           |           |           |           |           |           |        |        |                        |                        |                        |                        |                        |                        |  |  |                        |                        |                        |                        |                        |                        |                    |                    |                  |                  |                  |                  |                  |                  |                     |                     |                     |                     |                     |                     |                |                |                |                |                |                |                |                |                |                |                |                |                                  |                                  |                                  |                                  |                                  |                                  |
|                   |                   |                   |                   |                   |                   |  |  |           |           |           |           |           |           |        |        |                        |                        |                        |                        |                        |                        |  |  |                        |                        |                        |                        |                        |                        |                    |                    |                  |                  |                  |                  |                  |                  | Vari figli e figlie | Vari figli e figlie | Vari figli e figlie | Vari figli e figlie | Vari figli e figlie | Vari figli e figlie |                |                |                |                |                |                | Pietro Deljan? | Pietro Deljan? | Pietro Deljan? | Pietro Deljan? | Pietro Deljan? | Pietro Deljan? |                                  |                                  |                                  |                                  |                                  |                                  |

## Giudizio storiografico
Lo studioso Florin Curta ha proposto una ricostruzione alternativa sulla figura di Pietro Deljan e su quanto da lui scatenato, affermando:
(Florin Curta, Southeastern Europe in the Middle Ages, 500-1250, p. 283)